# Nordisk kombination vid olympiska vinterspelen 2006
Nordisk kombination vid olympiska vinterspelen 2006 i Turin, Italien.

## Individuellt
| Medalj | Person         | Land      | Tid      |
| Guld   | Georg Hettich  | Tyskland  | 39:44,2  |
| Silver | Felix Gottwald | Österrike | + 0.09.8 |
| Brons  | Magnus Moan    | Norge     | + 0.16.2 |

## Lag
Backhoppning och 4 x 5 km stafett. Första och andra omgången var bestämt till den 15 februari 2006, men den andra omgången sköts upp till den 16 februari 2006 på grund av starka vindar i hoppbacken.
| Plats  | Personer                                                        | Land      | Poäng/tid       |
| Guld   | Michael Gruber, Mario Stecher, Felix Gottwald, Christoph Bieler | Österrike | 903,2 / 49:42,6 |
| Silver | Jens Gaiser, Björn Kircheisen, Ronny Ackermann, Georg Hettich   | Tyskland  | 913,5 / +15,3   |
| Brons  | Antti Kuisma, Anssi Koivuranta, Jaakko Tallus, Hannu Manninen   | Finland   | 878,6 / +26,8   |

## Sprint
| Medalj | Person         | Land      | Tid     |
| Guld   | Felix Gottwald | Österrike | 18:29.0 |
| Silver | Georg Hettich  | Tyskland  | 18:34.4 |
| Brons  | Magnus Moan    | Norge     | 18:38.6 |

## Deltagare
| - Estland (1) - Finland (5) - Frankrike (4) - Italien (5) - Japan (5) - Kanada (2) - Norge (4) - Ryssland (5) | - Schweiz (5) - Slovenien (1) - Tjeckien (5) - Tyskland (5) - Ukraina (2) - USA (6) - Österrike (4) |